# Test Q
En statistiques, le test Q est un test utilisé pour éliminer des valeurs aberrantes d'une série de données. Pour appliquer ce test, il faut calculer une valeur Q, et la comparer aux valeurs de Qcrit fournies dans des tables, pour un niveau de confiance donné.
{\displaystyle \mathrm {Q={\frac {{\acute {e}}cart}{{\acute {e}}tendue}}} }
où :
- écart est la différence entre la valeur testée et la valeur la plus proche de celle-ci
- étendue est la différence entre la valeur la plus grande et la valeur la plus petite de la série.

Si la valeur du Q calculé est supérieure à la valeur de Qcrit choisie (en fonction du niveau de confiance désiré, et du nombre de données dans la série), la donnée peut être éliminée.

## Table des valeurs critiques de Q
| Nombre de données : | 3     | 4     | 5     | 6     | 7     | 8     | 9     | 10    |
| Q90 %:              | 0,941 | 0,765 | 0,641 | 0,560 | 0,507 | 0,468 | 0,437 | 0,412 |
| Q95 %:              | 0,970 | 0,829 | 0,710 | 0,625 | 0,568 | 0,526 | 0,493 | 0,466 |
| Q99 %:              | 0,994 | 0,926 | 0,821 | 0,740 | 0,680 | 0,634 | 0,598 | 0,568 |